# Sex=Love²
Sex=Love² è un manga shōjo dell'autrice Mayu Shinjō. Esso si compone di due volumi, pubblicati in Giappone da Shogakukan e in Italia da Star Comics sulla collana Amici. L'opera è indirizzata ad un pubblico adulto, per i temi trattati e per la presenza di scene di nudo e di sesso esplicite.

## Trama
Kumiko Saionji è una studentessa universitaria che desidera diventare un'affermata insegnante. Il padre però è contrario a questa scelta, perché la famiglia di Kumiko è molto ricca e la ragazza non avrebbe necessità di lavorare. I due scendono dunque ad un patto: se Kumiko riuscirà a far alzare i voti di un suo studente, lavorando come professoressa privata, potrà inseguire il suo sogno e diventare professoressa. Lo studente a cui Kumiko impartisce lezioni è Ryo Tachibana, un giovane playboy liceale che riesce a portare a letto tutte le donne che vuole. Kumiko vince la scommessa e comincia a lavorare proprio nel liceo di Ryo.
Inizia una storia d'amore tra i due, complicata dall'entrata in scena di Minato Fukazawa (altro playboy della scuola e rivale di Ryo, perché tenterà di sedurre Kumiko) e del professor Tetsuya Takeda (ingaggiato dal padre di Kumiko per interrompere la relazione tra la figlia e Ryo).

## Lista dei volumi
| Nº | Titolo italiano Giapponese 「Kanji」 - Rōmaji | Data di prima pubblicazione        | Data di prima pubblicazione |
| Nº | Titolo italiano Giapponese 「Kanji」 - Rōmaji | Giapponese                         | Italiano                    |
| 1  | Sex=Love² 1 「Sex=Love² 1」                   | 26 luglio 2006 ISBN 4091305385     | 26 novembre 2008            |
| 2  | Sex=Love² 2 「Sex=Love² 2」                   | 26 luglio 2007 ISBN 978-4091311528 | 29 gennaio 2009             |